# Premio Málaga de Novela
El Premio Málaga de Novela es un premio literario convocado por el Ayuntamiento de Málaga desde el año 2005 y dotado con 18.000 €. Pueden optar al premio las novelas inéditas escritas en lengua española que no hayan sido premiadas anteriormente en ningún otro concurso, escritas por autores de cualquier nacionalidad.
Jurado
Presidido por el concejal de Cultura del ayuntamiento malacitano, desde 2020 suelen repetirse varios nombres de la cultura española: Pilar Adón, Luis Alberto de Cuenca, Eva Díaz, Antonio Soler, Alfredo Taján y Alberto Olmos. 

## Lista de ganadores
- 2005. Miguel Mena con Días sin tregua
- 2006. Pablo Aranda con Ucrania
- 2007. Eduardo Jordá, con Pregúntale a la noche
- 2008. José Ángel Cilleruelo con Astro desterrado
- 2009. José Luis Ferris con El sueño de Whitman
- 2011. Sara Mesa Un incendio invisible
- 2013. Eva Díaz Pérez con Adriático
- 2014. Luis Manuel Ruiz con Temblad villanos
- 2015. Herminia Luque Ortiz con Amar tanta belleza
- 2016. María Tena con El novio chino[2]
- 2017. Antonio Fontana, con Sol poniente[3]
- 2018. Adolfo García Ortega con Una tumba en el aire.
- 2020. Alberto de la Rocha con Los años radicales. [1]
- 2022. Joaquín Pérez Azaústre con El querido hermano. [4]
- 2023. Mario Cuenca Sandoval con Aurora Q.. [5]